# 548. Grenadier-Division
Die 548. Grenadier-Division, später 548. Volksgrenadier-Division, war ein Großverband der Wehrmacht im Zweiten Weltkrieg. 

## Geschichte
Die 548. Grenadier-Division wurde am 11. Juli 1944 im Wehrkreis IV als sogenannte Sperrdivision in der 29. Aufstellungswelle aufgestellt. Ab August 1944 war die Division in der Heeresgruppe Mitte bei der 3. Panzerarmee und kämpfte in Litauen. 
Am 9. Oktober 1944, wurde die 548. Grenadier-Division in 548. Volksgrenadier-Division umbenannt. Die Umgruppierung sollte auf den Stand einer Division der 32. Aufstellungswelle erfolgen. 

## 548. Volksgrenadier-Division
Die 548. Volksgrenadier-Division kämpfte, weiterhin bei der 3. Panzerarmee in Litauen, kam im darauffolgenden Monat mit der 3. Panzerarmee bis Januar 1945 nach Tilsit. Im Februar und März 1945 war der Stab der 548. Volksgrenadier-Division bei der Heeresgruppe Nord im Samland. Im Raum Pillau-Königsberg wurde die 548. Volksgrenadier-Division Anfang April 1945 zerschlagen, aber formal nicht aufgelöst. Daher ist der Verbleib ab April 1945 unbekannt. 

## Gliederung Juli 1944
- Grenadier-Regiment 1094 mit zwei Bataillonen
- Grenadier-Regiment 1095 mit zwei Bataillonen
- Grenadier-Regiment 1096 mit zwei Bataillonen
- Artillerie-Regiment 1548 mit vier Abteilungen
- Divisions-Einheiten 1548, u. a. Füsilier-Kompanie 548

## Kommandeur
Kommandeur der Division war Oberst/Generalmajor Erich Sudau. Er starb am 9. April 1945 beim Versuch aus der Festung Königsberg auszubrechen.